# Средняя Моховая
Средняя Моховая — посёлок в Бакчарском районе Томской области России. Входит в состав Парбигского сельского поселения.

## История
Средняя Моховая была основана в 1909 году. По данным 1926 года в заимке Средняя Моховая имелось 10 хозяйств и проживало 45 человек (в основном — русские). В административном отношении заимка входила в состав Кучумовского (Парбинского) сельсовета Чаинского района Томского округа Сибирского края.

## География
Посёлок находится в южной части Томской области, в пределах Васюганской равнины, на берегах реки Пензячка, на расстоянии примерно 50 километров (по прямой) к северо-западу от села Бакчар, административного центра района. Абсолютная высота — 106 метров над уровнем моря.

### Часовой пояс
Посёлок Средняя Моховая, как и вся Томская область, находится в часовой зоне МСК+4. Смещение применяемого времени относительно UTC составляет +7:00.

## Население
| 2002 | 2010 | 2012 | 2013 | 2014 | 2015 | 2021 |
| ---- | ---- | ---- | ---- | ---- | ---- | ---- |
| 52   | ↘28  | ↘27  | ↘25  | ↘24  | ↘23  | ↘5   |

Гендерный состав
По данным Всероссийской переписи населения 2010 года в гендерной структуре населения мужчины составляли 46,4 %, женщины — соответственно 53,6 %.
Национальный состав
Согласно результатам переписи 2002 года, в национальной структуре населения русские составляли 86 %.

## Улицы
Уличная сеть посёлка состоит из одной улицы (ул. Центральная).